# Imed Ben Younes
Imed Kacem Ben Younes (arabski:عماد بن يونس) (ur. 16 czerwca 1974 w Safakisie) – tunezyjski piłkarz występujący na pozycji napastnika oraz trener.
W swojej karierze występował między innymi w Étoile Sahel i CS Sfaxien.
Grał dla reprezentacji Tunezji i był członkiem jej kadry na Igrzyskach Olimpijskich 1996 i Mundialu 1998.